# Euparatettix menglunensis
Euparatettix menglunensis är en insektsart som beskrevs av Zheng, Z. 2006. Euparatettix menglunensis ingår i släktet Euparatettix och familjen torngräshoppor. Inga underarter finns listade i Catalogue of Life.